# Medidor de deriva

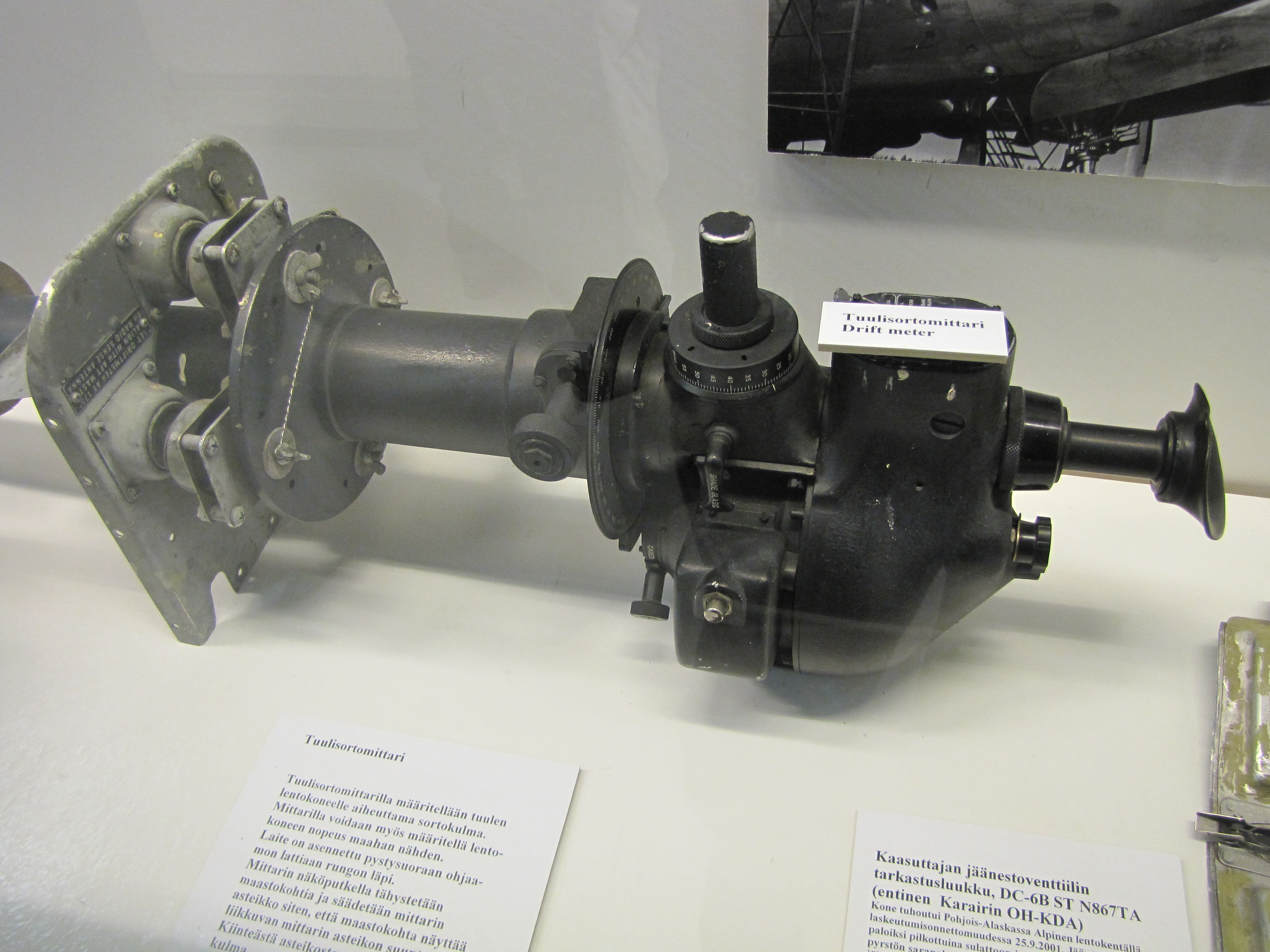
Medidor de deriva Douglas DC-6B en el Museo de Aviación de Finlandia.

Un medidor de deriva, indicador de deriva o derivómetro, es un dispositivo óptico que se utiliza para mejorar la navegación por estima en la navegación aérea midiendo el efecto del viento en vuelo .

## Diseño
Un medidor de deriva consiste en un pequeño telescopio extendido verticalmente a través de la parte inferior del avión con el ocular dentro del fuselaje en la estación del navegador . Una retícula, que normalmente consta de líneas paralelas espaciadas, se gira hasta que se ve que los objetos en el suelo se mueven paralelos a las líneas verticales. El ángulo de la retícula indica entonces el ángulo de deriva del avión debido a los vientos en altura. También se utiliza para calcular la velocidad de avance midiendo el tiempo que tarda un objeto en el suelo en pasar desde la línea horizontal superior a la inferior de la retícula.

## Historia
Los medidores de deriva fueron ampliamente utilizados en la Segunda Guerra Mundial por los aviones bombarderos . Normalmente, los aviones de combate no estaban equipados con este tipo de equipo de navegación relativamente sofisticado. Por ejemplo, en el Teatro del Pacífico, donde la navegación era difícil debido a la escasez de tierra u otras características destacadas, los cazas a menudo eran guiados por bombarderos que tenían un navegador y equipo de navegación exclusivos. 
Algunos medidores de deriva eran puramente ópticos (por ejemplo, el medidor de deriva Tipo B-5 de la USAAF ), mientras que otros incluían un giroscopio accionado eléctricamente (por ejemplo, el medidor de deriva Tipo B-3 de la USAAF).  El medidor de deriva Tipo B-5 de la USAAF también estaba equipado con una computadora de vuelo simple (una rueda giratoria) para calcular la velocidad de avance a partir del tiempo medido que tarda un objeto terrestre en pasar desde la parte superior hasta la parte inferior de la retícula.

## Aplicaciones

### Corrección del viento desde el ángulo de deriva
Para fines prácticos, en condiciones normales, el ángulo de deriva medido por el medidor de deriva se puede utilizar para corregir el ángulo del viento en el rumbo con el fin de devolver la aeronave al rumbo correcto, donde el rumbo de la aeronave se gira en la dirección opuesta a la deriva. .  Sin embargo, teóricamente existe una diferencia entre los dos valores de ángulo dependiendo de las condiciones. 

### Vector de viento desde ángulos de deriva en dos rumbos

Un diagrama para derivar el viento a partir de los ángulos de deriva en dos rumbos.

Es posible derivar la velocidad y la dirección del viento a partir de las mediciones del ángulo de deriva realizadas por el medidor de deriva en dos (o más) rumbos diferentes. Un método consiste en hacerlo computacionalmente utilizando varias funciones trigonométricas, lo cual no es tan trivial. Un método alternativo es hacerlo gráficamente utilizando un "diagrama de doble deriva", que es una combinación de dos triángulos de viento (ver figura). En este método, primero se dibujan dos vectores desde el centro de un avión, donde cada vector representa uno de los rumbos a una velocidad dada (se utiliza un factor de escala, por ejemplo, 10 cm son 100 nudos). El siguiente paso es dibujar una línea de deriva desde la punta del vector en la dirección opuesta en un ángulo igual a la deriva (es decir, ángulo con respecto a la línea en la dirección opuesta del vector), para cada vector de rumbo. La intersección de las dos (o más) líneas de deriva indica el comienzo del vector de viento, mientras que el centro del plano indica la punta del vector de viento. La longitud del vector del viento proporciona la velocidad del viento (utilizando el mismo factor de escala que para la velocidad del aire), mientras que su dirección proporciona la dirección del viento. 

### Vector de viento desde rumbo de deriva cero
También es posible derivar el vector del viento volando el rumbo, donde el medidor de deriva mide la deriva cero. Esto significa que el avión vuela directamente contra el viento o directamente con el viento. Dado que la velocidad sobre el terreno en ese rumbo se puede medir con el medidor de deriva, se puede calcular la velocidad del viento restando la velocidad del aire de la velocidad sobre el terreno. El signo de la diferencia indica si la dirección del viento está en el rumbo de deriva cero o es recíproca a él. Si la diferencia es cero, no hay viento presente.